# Freddie McGregor

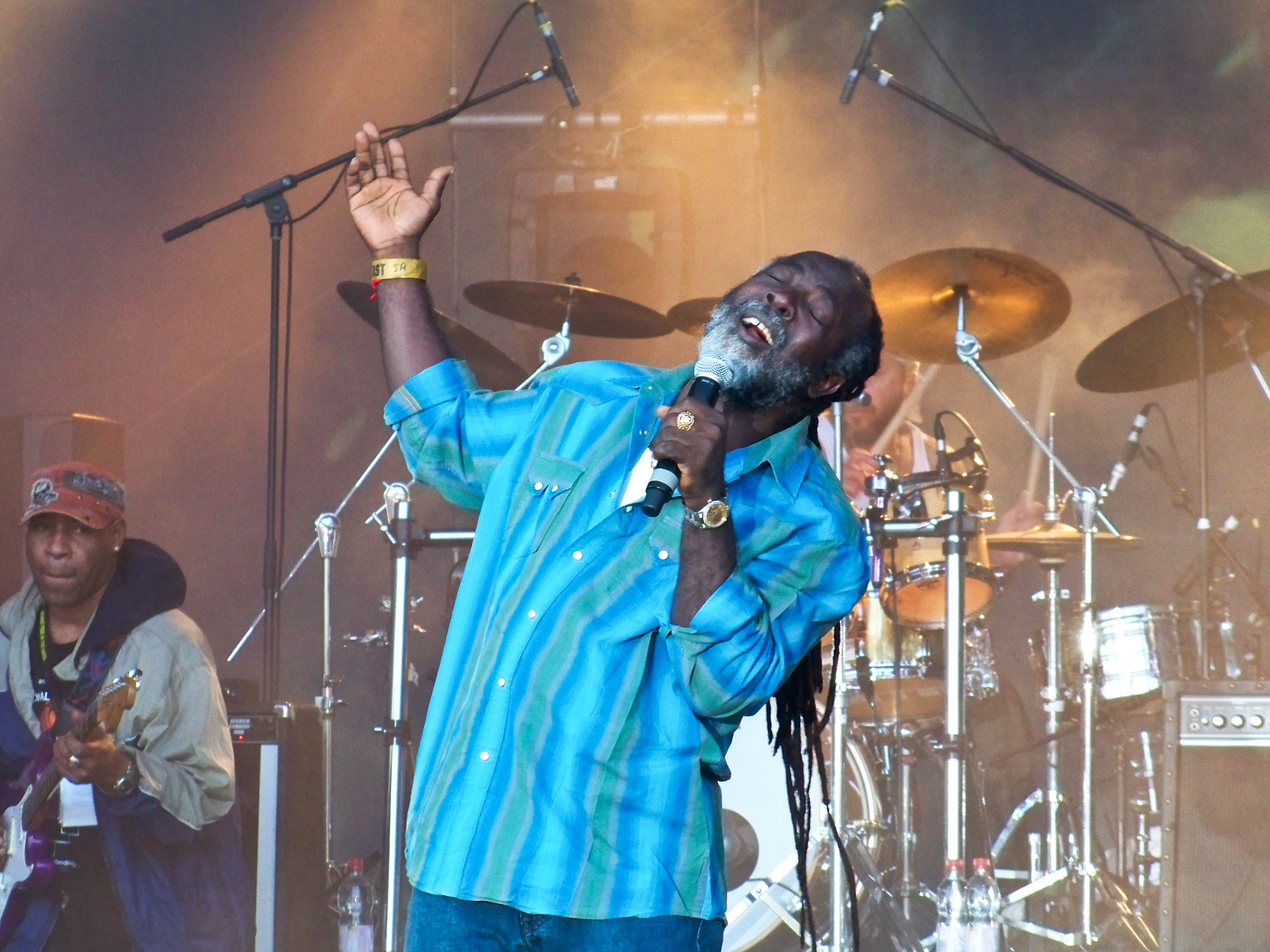
Freddie McGregor auf dem Ruhr Reggae Summer 2009 Festival.

Freddie McGregor (* 27. Juni 1956 in Clarendon Parish, Jamaika) ist ein Reggae-Sänger, Musiker und Produzent. Er gehört der Religion des Rastafari an.

## Leben und Karriere
McGregors Karriere begann im Alter von sieben Jahren. 1963 gründete er mit Ernest Wilson und Peter Austin die Clarendonians und spielte Schallplatten bei Studio One ein.
In den 1980er Jahren wurde er auch in Europa populär und hatte einige Hits wie Big Ship, Push Comes To Shove, Just Don’t Want To Be Lonely und I Was Born A Winner. Zudem spielte er Cover-Versionen vieler früher Reggae-Standards ein. Er arbeitete im Laufe seiner Karriere mit Produzenten wie Junjo Lawes, Linval Thompson, Gussie Clark und in den 1970er und 1980er Jahren mit Niney the Observer. In seiner langen Karriere spielte er viele Konzert innerhalb und außerhalb Jamaikas.
Auf seinem Big Ship Recording Studio veröffentlichte er unter anderen die von ihm produzierten Luciano und Mikey Spice.
Mit dem Album Anything for You wurde er für den Reggae-Grammy 2002 nominiert. Für 2017 wurde ihm die Musgrave-Medaille in Silber zugesprochen.

## Diskografie (Auswahl)
| - Bobby Bobylon (1980, Heartbeat) - Love At First Sight (1982) - I Am Ready (1982) - Across The Border (1984, RAS) - Come On Over (1984, RAS) - All In The Same Boat (1986, RAS) - Freddie McGregor (1987) - Big Ship (1988, Greensleeves) - Rhythm So Nice (1988) - Don’t Want To Be Lonely (1988) - Reggae Rockers (1989, Peter Pan (ISP)) - Live at the Town & Country Club (1991, VP Records) - Big Ship Classic Dub (1992, VP) | - FM (1992) - Hard to Get (1993, Pow Wow) - Carry Go Bring Come (1994, Pow Wow) - Push On (1994, VP) - Zion Chant (1994) - Forever My Love (1995, RAS) - Masterpiece (1997) - Rumours (1999, Greensleeves) - Lovers Rock (2002, Prestige Elite) - Anything For You (2002, VP) - Heart Is Willing (2003, Charm) - Comin' in Tough (2005, VP) |